# (5046) Carletonmoore
(5046) Carletonmoore est un astéroïde de la ceinture principale.

## Description
(5046) Carletonmoore est un astéroïde de la ceinture principale. Il fut découvert le 28 février 1981 à Siding Spring par Schelte J. Bus. Il présente une orbite caractérisée par un demi-grand axe de 2,58 UA, une excentricité de 0,07 et une inclinaison de 13,4° par rapport à l'écliptique.

## Compléments